# Osmundaceae
Osmundaceae là một họ gồm bốn đến sáu chi còn tồn tại và 18 - 25 loài đã được biết đến. Đây là họ dương xỉ duy nhất của bộ Osmundales - một bộ trong lớp Polypodiopsida (dương xỉ) hoặc trong một số phân loại thứ tự duy nhất trong lớp Osmundopsida. Đây là một nhóm cổ đại (được biết đến từ Upper Permian) và nhóm khá cô lập thường được gọi là "dương xỉ ra hoa" vì khía cạnh nổi bật của bào tử chín ở Claytosmunda, Osmunda, Osmundastrum và Plensium. Trong các chi này, túi bào tử được sinh ra trần trụi trên các pinn không phải là laminar, trong khi Todea và Leptopteris  mang sporangia trần truồng trên các lá chét. Dương xỉ trong họ này lớn hơn hầu hết các dương xỉ khác.

## Miêu tả
Thân cây Osmundaceae chứa các mạch rây được sắp xếp như một siphonostele ngoài tử cung; nghĩa là, một vòng phloem chỉ xảy ra ở bên ngoài một vòng xylem, bao quanh pith (và không có mạch rây nào khác).  Stipules có thể được phân biệt ở gốc lá của những cây dương xỉ này. Các chiếc lá cứng được đặt liên tục và chồng chéo để tạo thành một lớp cứng bao quanh thân. Lớp phủ của các gốc lá xơ cứng và rễ xen kẽ có thể tạo thành thân cây gỗ khi thân cây nổi lên trên mặt đất, cao tới 1 mét (3,3 ft) ở Todea barbara. Các thành viên tuyệt chủng của gia đình, phát triển mạnh mẽ trong Mesozoi, có thể đạt đến tầm vóc của cây và được gọi là dương xỉ cây. Các lá có hình dạng giống nhau, với các lá mầm màu mỡ và vô trùng riêng biệt có cấu trúc hoàn toàn khác nhau, hoặc có các phần màu mỡ và vô trùng của thân cây rất khác biệt về cấu trúc.
Sporangia trong Osmundaceae rất lớn và mở ở một khe trên đỉnh; annulus điều khiển việc mở túi bào tử ở bên cạnh. 128 đến 512 bào tử thường có mặt. Các bào tử có màu xanh lá cây, gần tròn và trilete. Các bào tử nảy mầm thành giao tử, có màu xanh lá cây (quang hợp) và phát triển ở bề mặt. Chúng lớn và hình trái tim. Số lượng nhiễm sắc thể cơ sở cho các thành viên của đơn đặt hàng là 22.

## Phân loại
Smith và cộng sự đã thực hiện phân loại pteridophyte cấp cao hơn đầu tiên được công bố trong kỷ nguyên phát sinh phân tử, tạo ra bốn lớp dương xỉ (Polypodiopsida). Vào thời điểm đó, họ đã sử dụng thuật ngữ Polypodiopsida Sensuricto để áp dụng cho loại lớn nhất trong số này. Sau đó, thuật ngữ Polypodiopsida Sensu lato đã được sử dụng để chỉ tất cả bốn lớp con và lớp con lớn được đổi tên thành Polypodiidae. Điều này cũng được gọi một cách không chính thức là dương xỉ leptosporangiate.